# 792 до н. е.

## Події
- Арам: цар Різон ІІ сходить на трон.[1]

### Астрономічні явища
- 9 січня. Повне сонячне затемнення.[2]
- 5 липня. Кільцеподібне сонячне затемнення.[2]
- 30 грудня. Повне сонячне затемнення.[2]